# Rio Bothavaş
O Rio Bothavaş é um rio da Romênia afluente do Rio Trotuş, localizado no distrito de Harghita.